# Kabinet Camara
Pour les articles homonymes, voir Camara.
Kabinet Camara, né le 22 octobre 1986 à Conakry en République de Guinée, est un journaliste reporter guinéen.
Depuis janvier 2022, il est conseiller au sein du Conseil national de la transition guinéenne dirigé par Dansa Kourouma.

## Biographie
Kabinet Camara a été commissaire à l'Institution Nationale Indépendante des Droits de l'Homme en janvier 2015.
Le 22 janvier 2022, Kabinet Camara est nommé par décret membre du Conseil national de la transition guinéen en tant que représentant des personnes vivant avec un handicap,.